# Nema (Russia)
Nema è una cittadina della Russia europea centro-settentrionale, situata nella oblast' di Kirov; appartiene amministrativamente al rajon Nemskij, del quale è il capoluogo.